# زنبورخوار بوهم
زنبورخوار بوهم (نام علمی: Merops boehmi) نام یک گونه از سرده زنبورخوار است.